# Västra Stenbitsjön
Västra Stenbitsjön är en sjö i Åsele kommun i Lappland och ingår i Ångermanälvens huvudavrinningsområde. Sjön har en area på 0,433 kvadratkilometer och ligger 517,1 meter över havet. Västra Stenbitsjön ligger i naturreservatet Stenbithöjden och i Stenbithöjden Natura 2000-område. Sjön avvattnas av vattendraget Kultran.

## Delavrinningsområde
Västra Stenbitsjön ingår i det delavrinningsområde (710507-155328) som SMHI kallar för Utloppet av Västra Stenbitsjön. Medelhöjden är 548 meter över havet och ytan är 3,15 kvadratkilometer. Det finns inga avrinningsområden uppströms utan avrinningsområdet är högsta punkten. Kultran som avvattnar avrinningsområdet har biflödesordning 2, vilket innebär att vattnet flödar genom totalt 2 vattendrag innan det når havet efter 180 kilometer. Avrinningsområdet består mestadels av skog (86 procent). Avrinningsområdet har 0,43 kvadratkilometer vattenytor vilket ger det en sjöprocent på 13,7 procent.